# Dyrektywa Hannibala

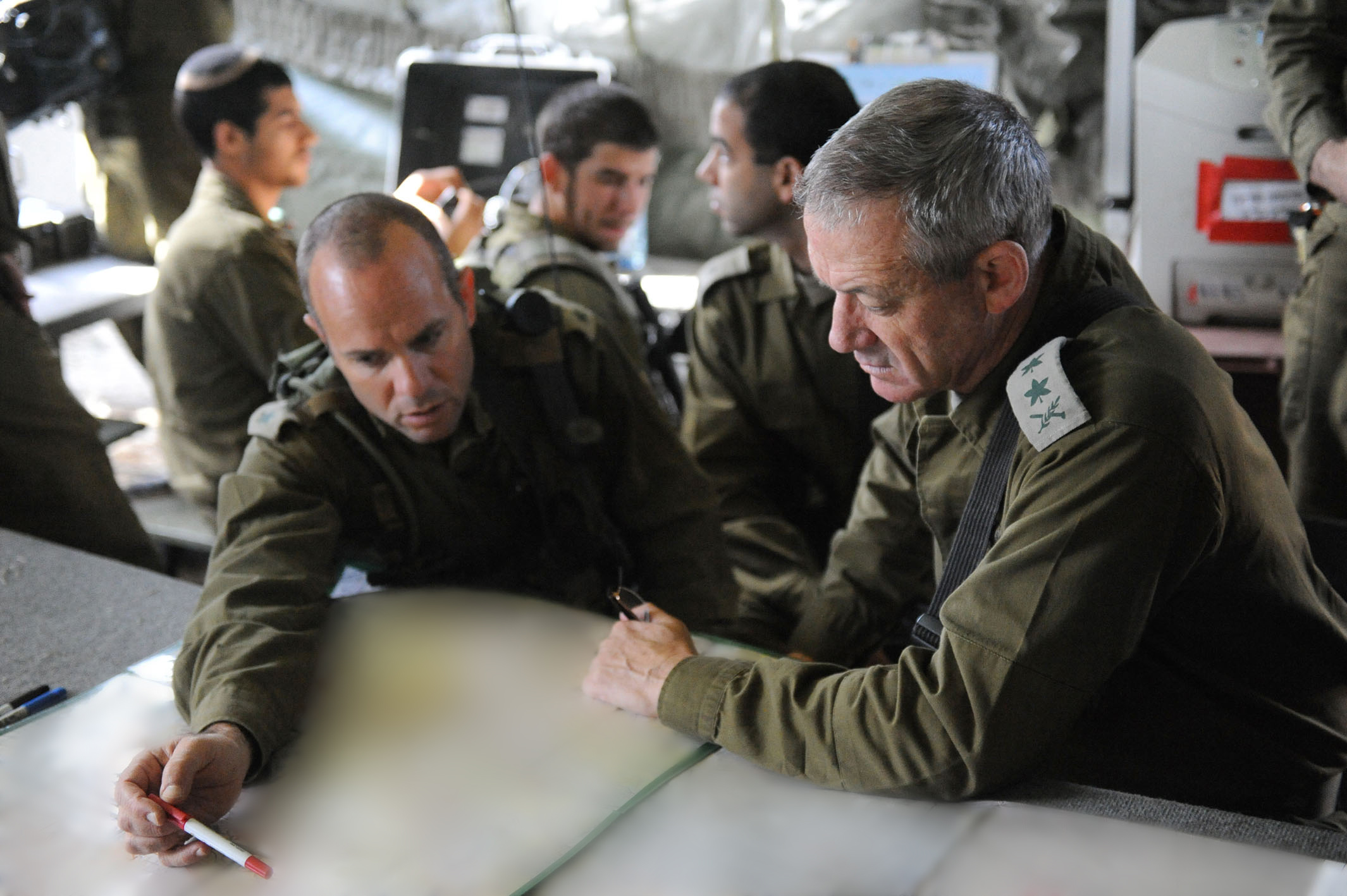
Szef sztabu IDF Benny Gantz (z prawej) podczas ćwiczeń scenariusza zakładającego uprowadzenia żołnierza

Dyrektywa Hannibala (hebr. נוהל חניבעל, Nóhal Khanibaál), tłumaczone również jako Procedura Hannibala lub Protokół Hannibala – kontrowersyjna strategia Izraelskich Sił Obronnych (IDF) stosowana, aby zapobiec pojmaniu izraelskich żołnierzy przez wrogich bojowników. Zakładała ona udaremnienie porwania „nawet za cenę wyrządzenia szkody własnym siłom”.
Została wprowadzona w 1986, po szeregu uprowadzeń żołnierzy IDF w Libanie i późniejszych kontrowersyjnych wymianach więźniów. Jej treść była kilkakrotnie zmieniana, aż do jej oficjalnego uchylenia w 2016 roku przez szefa sztabu IDF, Gadiego Eizenkota.
W 2011 roku szef sztabu IDF Beni Ganc stwierdził, że dyrektywa nie zezwala na zabijanie żołnierzy IDF w celu zapobiegania uprowadzeniom.
Podczas przeprowadzonego przez Hamas ataku na Izrael (w październiku 2023), IDF otrzymały rozkazy odzwierciedlające brzmienie Dyrektywy Hannibala, tzn. zapobieżenia „za wszelką cenę” uprowadzeniom izraelskich cywilów i żołnierzy, co prawdopodobnie doprowadziło do śmierci dużej liczby zakładników od ostrzału z czołgów i śmigłowców IDF.